# Totoi, Alba
Totoi (în maghiară Tate) este un sat în comuna Sântimbru din județul Alba, Transilvania, România.

## Date geologice

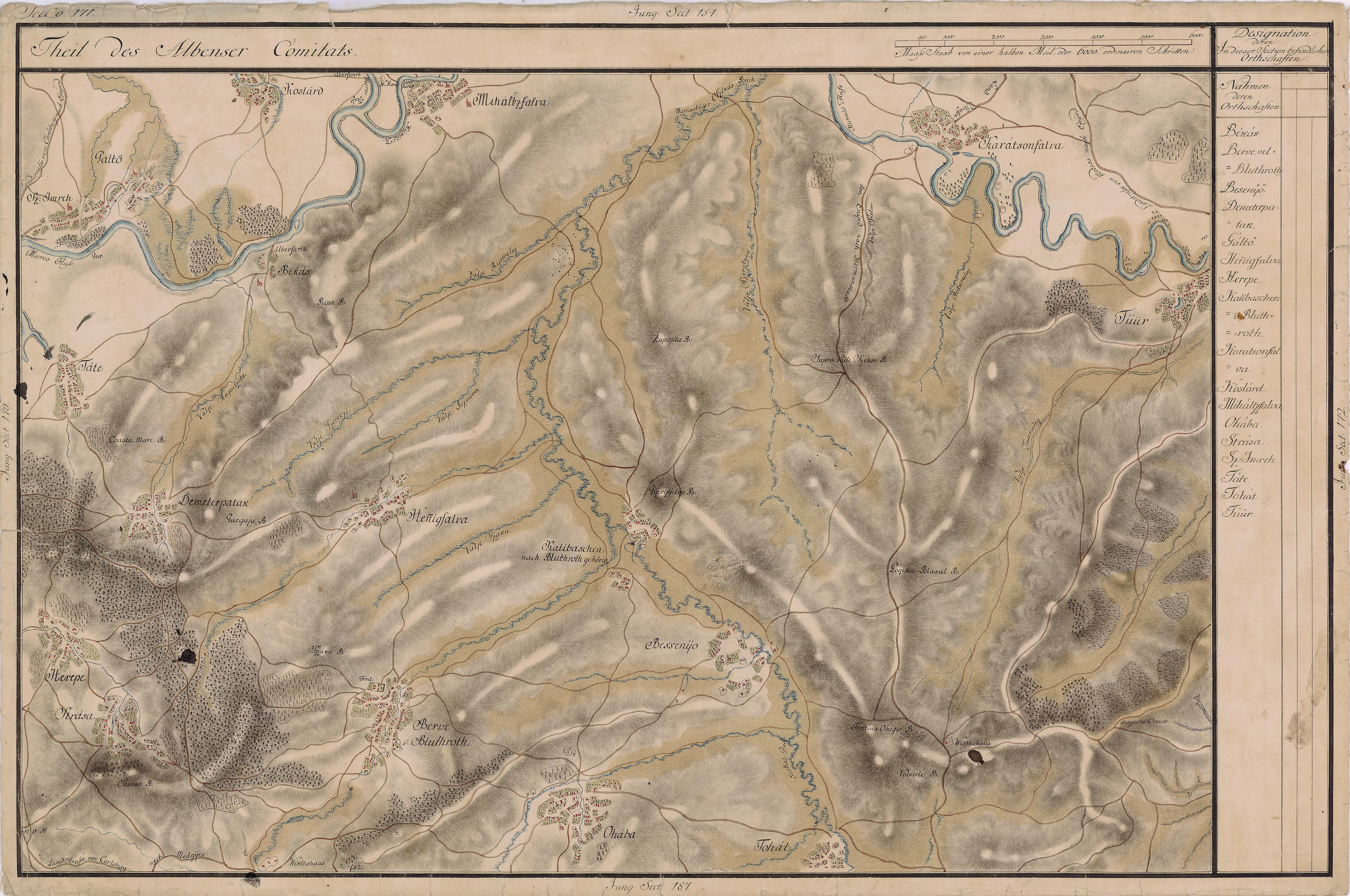
Totoi în Harta Iosefină a Transilvaniei, 1769-1773

Pe teritoriul acestei localități se găsesc izvoare sărate.

## Limbaj specific
În Totoi se vorbește "totoiana", sau "limba întoarsă", limbaj specific, în care cuvintele sunt formate prin intervertirea silabelor, asemeni verlan-ului francez. Spre deosebire de alte limbaje, totoiana este vorbită de toți locuitorii satului, mari și mici, în mod tradițional, fără ca originea să îi fie cunoscută.

## Personalități
- Gherontie (Gheorghe) Cotorea (născut în 1720 la Totoi, decedat în 1774 sau 1775, la Gherla), călugăr greco-catolic, cărturar român.